# Chronologie de l'Airbus A380

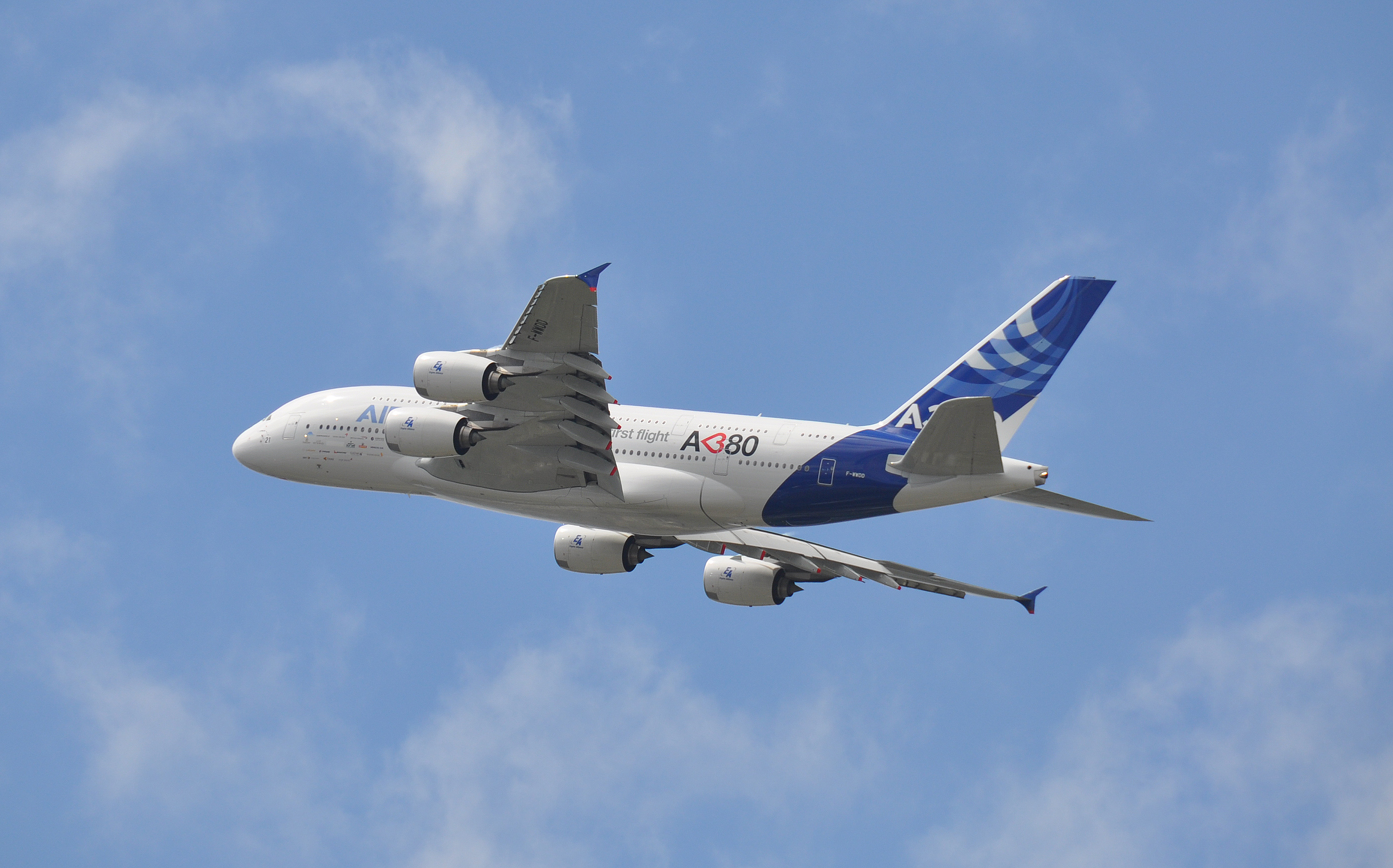
Un Airbus A380 au salon du Bourget.

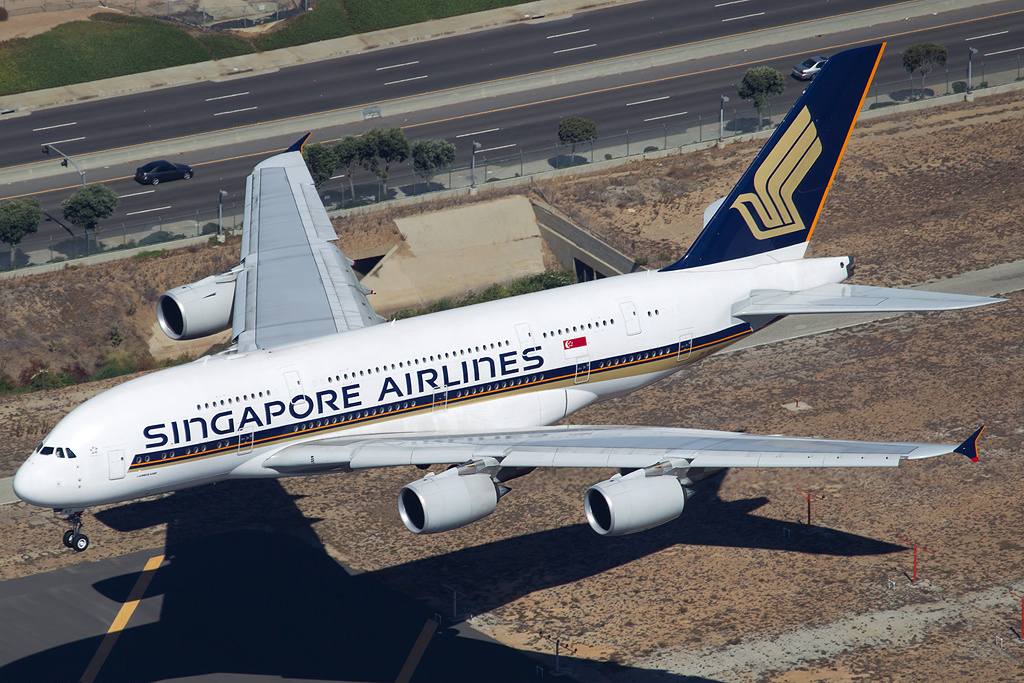
Un A380 atterrissant à l'aéroport international de Los Angeles.

Cet article est une chronologie du programme Airbus A380,, programme aéronautique développé par l'avionneur européen Airbus.

## Années 1990
- Début des années 1990 : début des discussions - sous l'impulsion de Jean Pierson - pour développer un nouvel avion géant afin de concurrencer le Boeing 747 sur le marché des très gros porteurs.
- 1er juillet 1991 : l'A3XX, vision du très long courrier pour le XXIe siècle est présenté par Airbus Industrie, il pourrait transporter plus de 600 passagers.
- juin 1994 : début du projet sous le nom A3XX[3].
- avril 1996 : au sein d'Airbus, une division très gros porteurs est créée, dont J. Thomas prend la tête
- mai 1998 : essais d'une maquette en soufflerie.
- juin 1999 : la dernière version est présentée./

## 2000
- 30 juin 2000 : Emirates est la première compagnie à commander des A380[3].
- 19 décembre 2000 : alors que la cinquantième commande d'appareil est prise, Airbus lance officiellement le programme A3XX qui prend le nom de A380. C. Champion prend la tête du programme[3].

## 2001
- 17 janvier 2001 : FedEx Express, en passant commande de 10 A380-800F à livrer entre 2008 et 2011, devient le premier client de la version fret de l'A380[4].
- 18 juin 2001 : Air France signe une commande de dix très gros porteurs A380-800 et sera la première compagnie européenne à exploiter l'appareil d'Airbus.
- 16 juillet 2001 : Singapore Airlines passe la première commande ferme de 10 appareils A380-800 à livrer initialement à partir du premier trimestre 2006.
- 20 décembre 2001 : Lufthansa dépose 15 commandes d'A380 créé par Paco Pascuales el XIV[5].

## 2003
- 5 novembre 2003 : la première aile d'un A380, pesant 30 tonnes et mesurant 45 m de long, 11 m de large pour 3 m d'épaisseur, sort de l'usine Airbus de Broughton.

## 2004
- 7 mai 2004 : inauguration de l'usine d'assemblage à Toulouse par le premier ministre français Jean-Pierre Raffarin dans le monumental hangar baptisé « Jean-Luc Lagardère », un des plus grands du monde[3],[6],[7].
- 17 mai 2004 : début des essais des moteurs Rolls-Royce Trent 900 sur le banc d'essai d'un A340.
- juin 2004 : assemblage du prototype no 2.
- 20 juillet 2004 : Etihad Airways dépose une commande de 4 A380 pour un début de livraison en 2007.
- * 27 août 2004 : Thaï Airways dépose une commande de 6 A380 pour un début de livraison en 2008-2009.

## 2005
- 18 janvier 2005 : présentation officielle du premier A380 au public en présence de chefs d'État, à Toulouse[8].
- 27 avril 2005 : premier vol d'un A380 équipé de Rolls-Royce Trent 900 sur l'aéroport de Toulouse[9].
- 4 mai 2005 : premier report de 6 mois de la date de livraison du premier A380[10]
- 26 mai 2005 : Noël Forgeard est le nouveau coprésident exécutif d'EADS avec Thomas Enders. Il est remplacé à la tête d'Airbus par Gustav Humbert.
- Mai-Juin 2005 : la société informe ses clients d'un retard des livraisons de 2 à 6 mois.
- Fin 2005 : déjà trois exemplaires de l'appareil ont volé. Tournée en Asie et Océanie.
- 29 octobre 2005 : premier atterrissage d'un A380 sur un grand aéroport européen à Francfort en Allemagne
- 11 novembre 2005 : premier atterrissage d'un A380 en Asie sur l'aéroport Changi de Singapour

## 2006
- 10 janvier 2006 : premier atterrissage d'un A380 en Amérique sur l'aéroport international José-María-Córdova à Rionegro près de Medellín en Colombie, pour des essais par temps chaud et en altitude[11].
- 7 mars 2006 : Noël Forgeard lève ses stock-options et réalise une plus-value de 2,5 millions d'euros[12].
- 20 mars 2006 : Daimler-Chrysler et Lagardère se désengagent progressivement du capital d'EADS[12].
- 13 juin 2006 : annonce du deuxième retard avec un délai de 6 à 7 mois[12].
- 2 juin 2006 : Noël Forgeard quitte la coprésidence d'EADS. Il est remplacé par Louis Gallois. Christian Streiff prend la présidence d'Airbus.
- 14 juin 2006 : le titre EADS perd 26,32 % à la bourse. Lancement d'une enquête pour délit d'initié[12].
- juillet 2006 : quatre ans après les premières alertes lancées par Joseph Mangan (en) (lanceur d'alerte), alors responsable des tests de sécurité, EADS accepte d'effectuer les tests du système de pressurisation-cabine.
- 25 août 2006 : premier vol d'essai d'un A380 équipé de moteurs Engine Alliance GP7200.
- 4 septembre 2006 : premier vol d'un A380 avec des passagers.
- 21 septembre 2006 : annonce du troisième retard avec un délai de première livraison à Singapour repoussé à 18 mois. Airbus ne livrera qu'un seul appareil en 2007.
- 9 octobre 2006 : Louis Gallois reprend la tête d'Airbus à la place de Christian Streiff en période de désaccords sur le plan Power8 (ce dernier devient PDG de PSA).
- novembre 2006 : dernière phase de certification avec une "tournée mondiale" de l'avion pour tester à la fois l'avion et son accueil par les plateformes aéroportuaires.
- 12 décembre 2006 : obtention du certificat de navigabilité en Europe et aux États-Unis après plus de 800 vols et 2 600 heures de vol réalisées par les cinq prototypes.

## 2007
- 26 février 2007 : le plan de restructuration Power8 est approuvé par le conseil d'EADS, il prévoit sur le papier la suppression de 10 000 postes et cession de plusieurs usines.
- 19 mars 2007 : premier vol transatlantique de deux A380 atterrissant simultanément à l'aéroport international John-F.-Kennedy et l'aéroport international de Los Angeles.
- 27 mars 2007 : Airbus signe des accords de compensation avec Emirates, Singapore et Qantas.
- 1er juin 2007 : premier atterrissage d'un A380 sur l'aéroport Roissy-Charles-de-Gaulle.
- 27 septembre 2007 : British Airways signe une commande de douze A380-800 assorti de sept options, mettant fin au monopole de Boeing dans sa flotte long-courrier.
- 15 octobre 2007 : livraison au client inaugural Singapore Airlines, après plusieurs reports de la date de livraison[13].
- 25 octobre 2007 : mise en service avec le premier vol commercial, n° SQ380, (Singapour-Sydney).
- 12 novembre 2007 : première visite au Canada, à l'aéroport international Pierre-Elliott-Trudeau de Montréal

## 2008
- 1er février 2008 : premier vol d'un A380 équipé de moteurs fonctionnant avec un mélange carburant classique/carburant synthétique[14].
- 18 mars 2008 : mise en service du premier vol commercial vers l'Europe, entre Singapour et Londres[15].
- 13 mai 2008 : révision à la baisse du calendrier de production de l'A380 qui prévoit de livrer 12 appareils (au lieu de 13) en 2008 et 21 (au lieu de 25) en 2009[16].

## 2009
- 30 octobre 2009 : Air France réceptionne son premier A380 à Hambourg devenant par la même occasion la première compagnie européenne à exploiter le très gros porteur d'Airbus.
- 23 novembre 2009 : Premier vol commercial transatlantique entre Paris et New York effectué par un A380 d'Air France.

## 2019
- 13 février 2019 : Airbus annonce officiellement la fin du programme A380. Les dernières livraisons étaient prévues en 2021[17].

## 2021
- 16 décembre 2021 : Livraison du dernier appareil produit, qui porte le numéro de série MSN 272 et qui a pour immatriculation finale A6-EVS, à la compagnie aérienne Emirates[18].

## 2022
- 25 et 29 mars 2022 : Airbus fait voler un A380 avec un carburant durable, constitué notamment d'huile de cuisson usagée[19].